# Flughafen Dresden
Flughafen Dresden (tidl. Flughafen Dresden-Klotzsche), også benævnt Dresden Airport (IATA: DRS, ICAO: EDDC), er en international lufthavn 9 km nord for Dresden, i delstaten Sachsen, Tyskland.
I 2008 gik 1.860.364 passagerer igennem lufthavnens 2 terminaler, hvilket var rekord for lufthavnen. 